# Hochelagaïta
La hochelagaïta és un mineral de la classe dels òxids que pertany al grup de la franconita. Rep el nom de l'assentament Hochelaga, el nom indígena algonquin de la ciutat de Mont-real quan van arribar els primers europeus.

## Característiques
La hochelagaïta és un òxid de fórmula química (Ca,Na,Sr)(Nb,Ti,Si,Al)₄O11·8H₂O. Cristal·litza en el sistema monoclínic. La seva duresa a l'escala de Mohs és 4.
Segons la classificació de Nickel-Strunz, la hochelagaïta pertany a «04.FM - Hidròxids amb H₂O +- (OH); sense classificar» juntament amb els següents minerals: franconita, ternovita, beliankinita, gerasimovskita, manganbeliankinita, silhydrita i cuzticita.

## Formació i jaciments
Va ser descrita a partir de mostres recolliden en dos indrets canadencs: la pedrera Poudrette, situada al mont Saint-Hilaire, dins el municipi regional de comtat de La Vallée-du-Richelieu, a Montérégie (Quebec), i la pedrera Francon, a la localitat de Mont-real, també al Québec. També ha estat descrita en una tercera pedrera canadenca, així com als Estats Units, el Brasil, Noruega i Rússia.